# Urad zveznega kanclerja (Avstrija)
Urad zveznega kanclerja ali kancelarija (nemško Bundeskanzleramt, skrajšano BKA; zgodovinsko tudi Hofkanzlei in Staatskanzlei) je v avstrijski politiki urad kanclerja. Od ustanovitve Prve avstrijske republike leta 1918 je stavba kanclerja služila kot prizorišče zasedanja avstrijske vlade. Nahaja se na Ballhausplatzu v središču Dunaja, nasproti cesarske palače Hofburg. Tako kot Downing Street, Quai d'Orsay ali – prej – Wilhelmstrasse, je naslov postal sinekdoha za vladno moč.

## Funkcija
Primarna naloga kancelarije je usklajevanje politik in odnosov z javnostmi zvezne vlade. Zastopa izvršilno oblast na zvezni ravni v zadevah avstrijske ustave in na mednarodnih sodiščih.
Kancelarija je pristojna tudi za pravice žensk in enakost spolov, javno upravo in upravljanje. Poleg tega je v njej sedež nacionalne varnosti – če ne na področju pristojnosti Zveznega ministrstva za notranje zadeve –, informacijsko zasebnost in informacijsko družbo, zadeve množičnih medijev, tiskovne konference in fotonovinarstvo, bioetika in pravice manjšin.

## Zgodovina
Zraven palače Hofburg, rezidence svetorimskih cesarjev in habsburških monarhov, je bila leta 1719 odprta baročna kancelarijska stavba, ki jo je zasnoval genovski arhitekt Johann Lukas von Hildebrandt za kanclerja Friedricha Karla von Schönborna kot Geheime Hofkanzlei, ki se je ukvarjal z zunanjo politiko Charlesa VI. Od leta 1753 do 1792 je v stavbi prebival princ Wenzel Anton Kaunitz-Rietberg, kot državni kancler cesarice Marije Terezije, cesarja Jožefa II. in cesarja Leopolda II. V 1760-ih je Kaunitz dal zgradbo znatno povečati po načrtih Nicolausa Pacassija. Ko so Napoleonove čete zasedle Dunaj, je bil princ Klemens von Metternich leta 1809 imenovan za zunanjega ministra avstrijskega cesarstva in se z družino preselil v stavbo kancelarije, da bi tam živel v zimskih mesecih. V letih 1814/15 je njegova rezidenca služila kot prizorišče Dunajskega kongresa. Po revolucijah leta 1848 je minister-predsednik princ Felix Schwarzenberg zasedel svoj sedež v kancelariji in jo postavil kot središče svoje vladavine.
Do razpada Avstro-Ogrske monarhije leta 1918 je bila stavba sedež k. u. k. ministra za zunanje zadeve, od leta 1867 tudi predsednika ministrskega sveta za skupne zadeve, ki je arbitriral med cislejtanskim (avstrijskim) in translejtanskim (madžarskim) ministrskim predsednikom. Med julijsko krizo leta 1914 je bila v kancelariji po naročilu ministra grofa Leopolda Berchtolda pripravljena razglasitev vojne Srbiji. 30. oktobra 1918 so se nemško govoreči poslanci Cisleithanskega cesarskega sveta sestali kot začasni državni zbor Nemške Avstrije, da bi izvolili vlado Državnega sveta pod vodstvom kanclerja Karla Rennerja. V skladu z ustavo Avstrije iz leta 1920 (Bundes-Verfassungsgesetz, B-VG) avtorja Hansa Kelsena je bil ustanovljen urad avstrijskega kanclerja z njegovo rezidenco na Ballhausplatzu. Več kanclerjev Prve avstrijske republike je opravljalo tudi funkcijo zunanjih ministrov; ločeno Zvezno ministrstvo za zunanje zadeve je bilo ustanovljeno šele leta 1959 pod ministrom Brunom Kreiskyjem. Do leta 1946 je bil v stavbi tudi urad avstrijskega zveznega predsednika.
25. julija 1934 so nacistični uporniki med julijskim pučem so v stavbi ustrelili kanclerja Engelberta Dollfusa. Po avstrijskem anschlussu k nacistični Nemčiji in odstopu predsednika Wilhelma Miklasa 13. marca 1938 je Arthur Seyss-Inquart prebival na Ballhausplatzu kot Reichsstatthalter in vodja državne vlade Ostmark, ki je bila z ukazom Adolfa Hitlerja ukinjena 30. aprila 1939. Do konca druge svetovne vojne je bil v stavbi sedež lokalne uprave Reichsgau Wien pod Josefom Bürcklom in Baldurjem von Schirachom. Začasna avstrijska državna vlada pod Karlom Rennerjem je 27. aprila 1945 s soglasjem sovjetske vojaške oblasti v Avstriji, ki so jo okupirali zavezniki, ponovno zavzela stavbo kancelarije, ki je bila močno poškodovana zaradi zavezniškega bombardiranja. Po avstrijskih državnozborskih volitvah leta 1945 je državni svet 20. decembra izvolil Leopolda Figla za prvega povojnega kanclerja. Zgradba kancelarije je bila obnovljena do leta 1950.